# Alan Docking Racing
Alan Docking Racing è una squadra motoristica britannica, fondata nel 1975 da Alan Docking e che ha la sua base operativa a Silverstone.
Impegnata per anni nelle serie minori dell'automobilismo, in particolare nella F3 inglese in cui ha corso per diversi anni e in Formula 2, ha poi preso parte alla Superleague Formula e ha gestito le vetture del team australiano in A1 Grand Prix. A seguito della joint venture con la Delta Motorsports, risulta impegnata nel Campionato del Mondo Endurance FIA.

## Storia
Fondata nel 1975, la Alan Docking Racing si iscrisse immediatamente al campionato di F3 inglese, vincendo due titoli consecutivi nel 1976 e nel 1977 con Rupert Keegan e Stephen South. A partire dal 1979 e fino al 1982, prese parte al campionato europeo di Formula 2, divenendo team satellite della Toleman nel 1980, anno in cui conquistò la sua prima vittoria nella categoria con Huub Rothengatter. Altri successi vennero ottenuti da Siegfried Stohr e Stefan Johansson.
Tornata in Formula 3 inglese nel 1989, conquistò il terzo titolo nella categoria con Robbie Kerr nel 2002. Tra i vari piloti lanciati in questo periodo figurano Mark Webber e Mika Salo.
Per quattro campionati ha inoltre collaborato con il team australiano di A1 Grand Prix per la gestione delle monoposto, pur senza ottenere risultati rilevanti.